# Riedelomyia papuensis
Riedelomyia papuensis là một loài ruồi trong họ Limoniidae. Chúng phân bố ở miền Australasia.